# 문승모
문승모(文昇謨, 일본식 이름: 文永昇謨후미나가 쇼보, 1895년 3월 20일 ~ ?)는 일제강점기의 법조인으로, 원적지는 전라남도 목포부 남교동이다.

## 생애
1916년 조선총독부 임시토지조사국 서기보로 임명되었으며, 1917년 임시토지조사국 서기로 임명되었다. 1920년 3월 경성전수학교를 졸업했고 광주지방법원 남원지청(1921년 근무)과 평양지방법원(1922년 근무)에서 서기 겸 통역생으로 근무했다.
부산지방법원 밀양지청(1925년 3월 11일 임명)과 광주지방법원(1927년 1월 21일 임명), 신의주지방법원(1928년 9월 18일 임명), 함흥지방법원 원산지청(1932년 10월 28일 임명), 광주지방법원 목포지청(1937년 2월 19일 임명)에서 판사로 근무했으며, 1925년부터 1942년까지 조선총독부 판사로 재직하는 동안 항일 독립 운동가들에게 사형과 징역형을 선고하는 등 항일 독립 운동 관련 재판 21건에 참여했다.
1928년 11월 16일 일본 정부로부터 쇼와대례기념장을 받았고 1927년 11월 1일 훈7등 서보장, 1936년 8월 10일 훈6등 서보장, 1941년 8월 9일 훈5등 서보장을 받았다. 1942년 9월 17일 고등관 3등에 올랐고 1942년 9월 18일 광주지방법원 목포지청 판사를 끝으로 퇴직했다.
1942년 11월 26일 광주지방법원 검사국 변호사로 등록한 뒤 광주에서 변호사무소를 개소했고, 1943년 11월 25일 조선총독부가 치안유지법 및 국방보안법 관련 지정변호사 제도(1941년 제정)를 시행할 때 광주변호사회 소속 지정변호사으로 선정되었다.
민족문제연구소의 친일인명사전 수록자 명단의 사법 부문, 친일반민족행위진상규명위원회가 발표한 친일반민족행위 705인 명단에 포함되었다.

## 참고 자료
- 친일반민족행위진상규명위원회 (2009). 〈문승모〉. 《친일반민족행위진상규명 보고서 Ⅳ-5》. 서울. 374~412쪽.